# 1267
Високе Середньовіччя •  Реконкіста •  Хрестові походи •  Монгольська імперія
1267 (MCCLXVII) — невисокосний рік, що почався у суботу за григоріанським календарем.

## Геополітична ситуація
Михайло VIII Палеолог є імператором Візантійської імперії (до 1282). У Священній Римській імперії триває період міжцарства (до 1273). У Франції править Людовик IX (до 1270).
Апеннінський півострів розділений: північ належить Священній Римській імперії, середню частину займає Папська область, південь належить Сицилійському королівству. Деякі міста півночі: Венеція, Піза, Генуя тощо, мають статус міст-республік.
Майже весь Піренейський півострів займають християнські Кастилія, Леон (Астурія, Галісія), Наварра, Арагонське королівство (Арагон, Барселона) та Португалія, під владою маврів залишилися тільки землі на самому півдні. Генріх III є королем Англії (до 1272), а королем Данії — Ерік V (до 1286).
Ярлик від Золотої Орди на княжіння у Києві та Володимирі-на-Клязьмі має Ярослав Ярославич (до 1271). Король Русі Шварно Данилович править у Галичі (до 1269), Роман Михайлович Старий — у Чернігові (до 1288). На чолі королівства Угорщина стоїть Бела IV (до 1270). У Кракові княжить Болеслав V Сором'язливий (до 1279).
Монгольська імперія займає більшу частину Азії. Північний Китай підкорений монголами, на півдні династія Сун усе ще чинить опір. У Єгипті правлять мамлюки. Невеликі території на Близькому Сході утримують хрестоносці. Альмохади все ще зберігають владу в частині Магрибу. Делійський султанат є наймогутнішою державою Північної Індії, а на півдні Індії домінує Чола. В Японії триває період Камакура.
Цивілізація майя переживає посткласичний період. Почала зароджуватися цивілізація ацтеків.

## Події
- 16 лютого — Кастилія і Португалія уклали Бадахоський договір про міждержавний кордон.
- У травні вигнаний останній імператор Латинської імперії Балдуїн II передав Карлу I Анжуйському сюзеренітет над Ахейським князівством і сюзеренітет над більшістю островів Егейського моря.
- У Кіпрському королівстві припинилась династія Лузіньянів. Престол перейшов до принца з антіохійського княжого дому Гуго III.
- Відбудоване місто Чжунду (нині — Пекін), столиця монгольського хана Хубілая
- У вересні Конрадін, король Єрусалиму, з військом у 3000 вояків, перетнувши Альпи, вирушив у похід проти Сицилійського королівства.
- Бела IV, король Угорщини, з Стефаном V надав «Золоту буллу» вольностей шляхти.
- Після смерті Казимира І, князя куявського, князівство Куявія було розділене на дві землі зі столицями в Іновроцлаві та Бржеч Куявському.
- Закінчилася Друга баронська війна в Англії.
- 25 вересня між англійським королем Генріхом III та Ллівеліном ап Гріфідом укладена угода в Монтгомері.
- Хан Кайду, онук Угедея почав наступ на Чагатайський улус.